# マルリーの機械

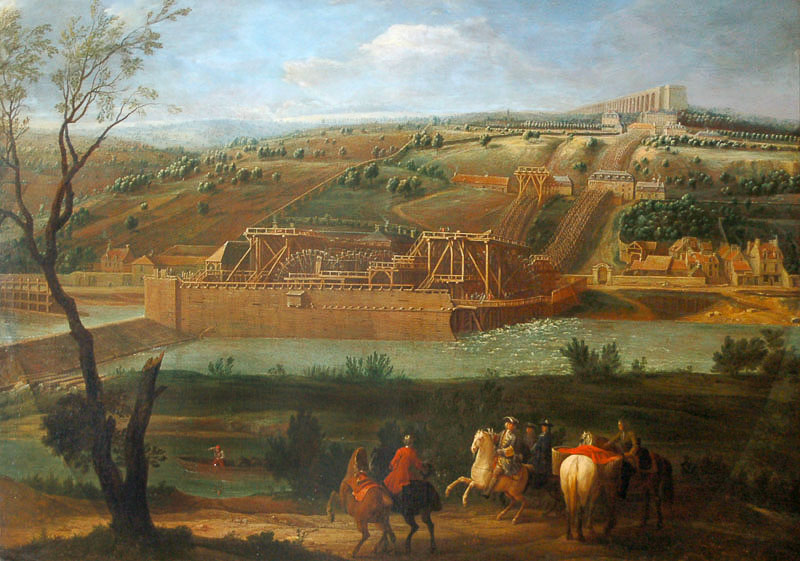
マルリーの機械

マルリーの機械（仏: Machine de Marly）は、フランスに存在した巨大揚水装置。セーヌ川左岸、パリから少し下流の地点に直径11.69mの水車14輪と200のポンプ群からなる装置で水を汲み上げ、高さ154mのマルリーの丘まで運び、そこから8kmの水道橋によってマルリー城やヴェルサイユ宮殿まで水を引いていた。
ヴェルサイユは、元々不毛の地であってルイ14世が宮殿を建造するにあたって多くの噴水を営むにたる水量は確保できなかった。そこで王はリエージュ司教領（現ベルギー南部）からアルノー・ドゥ・ヴィルとレヌカン・スアレム率いる職人集団を招聘し部品や材料も同国から取寄せた。1680年に着工し、1684年、揚水機自体の機構は概ね完成。1688年には水道橋も含む全体が竣工した。その巨大さや複雑な機構が精緻な木造構築物として顕れた「機械」は「世界第8の驚異」とも称され，内外の人々を驚かした。しかし、技術的欠点も多く能力や耐久性が不十分で、維持管理の手間と費用も膨大だったため1713年には見捨てられた状態になり1715年には噴水を作動させることすらできなくなった。それでも1817年に解体されるまで、130年間揚水は続けられた。